# Magyar musicalek listája
Ez a szócikk a magyar nyelvű musicalek és rockoperák listája.
| Cím                                                                                           | Bemutató   | Hely                               | Zene                      | Dalszöveg                                                | Szövegkönyv                                             |
| --------------------------------------------------------------------------------------------- | ---------- | ---------------------------------- | ------------------------- | -------------------------------------------------------- | ------------------------------------------------------- |
| Egy szerelem három éjszakája                                                                  | 1961-01-12 | Petőfi Színház                     | Ránki György              | Vas István                                               | Hubay Miklós                                            |
| Mélyvíz                                                                                       | 1961-12-07 | Petőfi Színház                     | Gyulai Gaál János         | Garai Gábor                                              | Mándy Iván                                              |
| A hét pofon                                                                                   | 1962-04-05 | Petőfi Színház                     | Gyulai Gaál János         | Romhányi József                                          | Karinthy Ferenc                                         |
| Légy szíves Jeromos                                                                           | 1962-09-28 | Petőfi Színház                     | Fényes Szabolcs           | Romhányi József                                          | Moldova György                                          |
| Péntek Rézi                                                                                   | 1969-05-02 | a Budapesti Operettszínház épülete | Horváth Jenő              | Zoltán Pál                                               | Zoltán Pál                                              |
| Négyen pizsamában                                                                             | 1970-02-06 | a Budapesti Operettszínház épülete | Vujicsics Tihamér         | Brand István                                             | Kardos G. György                                        |
| Képzelt riport egy amerikai popfesztiválról                                                   | 1973-03-02 | Vígszínház                         | Presser Gábor             | Adamis Anna                                              | Pós Sándor                                              |
| Piros karaván                                                                                 | 1974-03-16 | a Budapesti Operettszínház épülete | Szakcsi Lakatos Béla      | Csemer Géza                                              | Csemer Géza                                             |
| Egy fiú és a tündér                                                                           | 1974-10-18 | a Szegedi Nemzeti Színház épülete  | Illés Lajos               | Görgey Gábor                                             |                                                         |
| Harmincéves vagyok                                                                            | 1975-03-14 | Vígszínház                         | Presser Gábor             | Adamis Anna                                              | Bereményi Géza Kern András Marton László Radnóti Zsuzsa |
| A kutya, akit Bozzi úrnak hívtak                                                              | 1976-02-27 | a Budapesti Operettszínház épülete | Fényes Szabolcs           | Békeffi István G. Dénes György                           | Békeffi István                                          |
| Villon és a többiek                                                                           | 1976-05-22 | József Attila Színház              | Victor Máté               | Mészöly Dezső                                            | Kardos G. György                                        |
| Jó estét nyár, jó estét szerelem                                                              | 1977-11-12 | Vígszínház                         | Presser Gábor             | Fejes Endre Sztevanovity Dusán                           | Fejes Endre                                             |
| A sanda bohóc                                                                                 | 1981-03-11 | Vígszínház                         | Presser Gábor             | Valló Péter                                              |                                                         |
| Örvényben                                                                                     | 1981-05-22 | Győri Nemzeti Színház              | Várkonyi Mátyás           | Miklós Tibor                                             | Miklós Tibor                                            |
| Sztárcsinálók                                                                                 | 1981-08-06 | Magvassy Mihály Sportcsarnok       | Várkonyi Mátyás           | Miklós Tibor                                             |                                                         |
| Kőműves Kelemen                                                                               | 1982-02-12 | Pesti Színház                      | Szörényi Levente          | Bródy János                                              | Sarkadi Imre Ivánka Csaba                               |
| István, a király                                                                              | 1983-08-18 | Városliget                         | Szörényi Levente          | Bródy János                                              |                                                         |
| Cigánykerék                                                                                   | 1984-02-11 | Pécsi Nemzeti Színház              | Szakcsi Lakatos Béla      | Csemer Géza                                              | Csemer Géza                                             |
| A krónikás                                                                                    | 1984-06-21 | Budai Parkszínpad                  | Kemény Gábor Kocsák Tibor | Miklós Tibor                                             | Miklós Tibor                                            |
| A bábjátékos                                                                                  | 1985-03-01 | MOM Kulturális Központ             | Várkonyi Mátyás           | Béres Attila                                             | Béres Attila                                            |
| A padlás                                                                                      | 1988-01-29 | Vígszínház                         | Presser Gábor             | Sztevanovity Dusán                                       | Horváth Péter Sztevanovity Dusán                        |
| Doctor Herz                                                                                   | 1988-02-05 | Madách Színház                     | Tolcsvay László           | Bródy János                                              | Müller Péter                                            |
| A bestia                                                                                      | 1988-07-21 | Dóm tér Szegedi Szabadtéri Játékok | Szakcsi Lakatos Béla      | Csemer Géza                                              | Csemer Géza                                             |
| Ahogy tesszük                                                                                 | 1989-04-14 | Vígszínház                         | Másik János               | Spiró György                                             | Spiró György                                            |
| Dorian Gray                                                                                   | 1990-09-17 | Vígszínház                         | Várkonyi Mátyás           | Gunar Braunke Ács János                                  | Gunar Braunke Ács János                                 |
| Mária evangéliuma                                                                             | 1991-03-29 | Madách Színház                     | Tolcsvay László           | Müller Péter Sziámi                                      | Müller Péter                                            |
| Légy jó mindhalálig                                                                           | 1991-04-19 | Csokonai Nemzeti Színház           | Kocsák Tibor              | Miklós Tibor                                             | Miklós Tibor                                            |
| Kolumbusz, az őrült spanyol hányattatásai szárazon és vízen, avagy egy vállalkozó odisszeiája | 1992-10-09 | a Budapesti Operettszínház épülete | Gallai Péter              | Fábri Péter                                              | Fábri Péter                                             |
| Atilla – Isten kardja                                                                         | 1993-08-19 | Margitszigeti Szabadtéri Színpad   | Szörényi Levente          | Lezsák Sándor                                            | Nemeskürty István Pozsgai Zsolt                         |
| Anna Karenina                                                                                 | 1994-01-21 | a Budapesti Operettszínház épülete | Kocsák Tibor              | Miklós Tibor                                             | Miklós Tibor                                            |
| A vörös malom                                                                                 | 1994-12-31 | Madách Színház                     | Kocsák Tibor              | Miklós Tibor                                             | Miklós Tibor                                            |
| Valahol Európában                                                                             | 1995-05-09 | a Budapesti Operettszínház épülete | Dés László                | Nemes István                                             | Böhm György Korcsmáros György Horváth Péter             |
| Isten pénze                                                                                   | 1995-12-23 | Madách Színház                     | Tolcsvay László           | Müller Péter Sziámi                                      | Müller Péter                                            |
| A dzsungel könyve                                                                             | 1996-01-28 | Pesti Színház                      | Dés László                | Geszti Péter                                             | Békés Pál                                               |
| Utazás (Lady Budapest)                                                                        | 1996-06-14 | Bakáts tér                         | Kocsák Tibor              | Miklós Tibor                                             | Miklós Tibor                                            |
| Egri csillagok                                                                                | 1997-07-18 | Margitszigeti Szabadtéri Színpad   | Várkonyi Mátyás           | Béres Attila                                             | Béres Attila                                            |
| Will Shakespeare, vagy akit akartok                                                           | 1997-09-21 | Madách Színház                     | Várkonyi Mátyás           | Bródy János                                              | Bródy János                                             |
| Fehér Anna                                                                                    | 1998       | Szegedi Szabadtéri Játékok         | Szörényi Levente          | Bródy János                                              |                                                         |
| Hotel Menthol                                                                                 | 1998-02-28 | a Budapesti Operettszínház épülete | Fenyő Miklós Novai Gábor  | Fenyő Miklós Novai Gábor                                 | Böhm György Korcsmáros György                           |
| Szent István körút 14.                                                                        | 1998-10-10 | Vígszínház                         | Presser Gábor             | Adamis Anna Fejes Endre Sztevanovity Dusán Presser Gábor | Kern András                                             |
| Veled, Uram!                                                                                  | 2000-08-19 | Esztergomi Várszínház              | Szörényi Levente          | Bródy János                                              |                                                         |
| Made in Hungária                                                                              | 2001-09-29 | József Attila Színház              | Fenyő Miklós              | Fenyő Miklós                                             | Tasnádi István                                          |
| Diótörő és Egérkirály                                                                         | 2003-12-19 | Vörösmarty Színház                 | Szomor György             | Valla Attila                                             | Szurdi Miklós                                           |
| Túl a Maszat-hegyen                                                                           | 2005-10-07 | Budapest Bábszínház                | Presser Gábor             | Varró Dániel                                             | Varró Dániel Teslár Ákos                                |
| Macskafogó                                                                                    | 2005-10-08 | Pécsi Nemzeti Színház              | Szikora Róbert            | Szikora Róbert Valla Attila                              | Szikora Róbert Valla Attila                             |
| Menyasszonytánc                                                                               | 2006-03-17 | a Budapesti Operettszínház épülete | Jávori Ferenc             | Miklós Tibor                                             | Kállai István Böhm György                               |
| 56 csepp vér                                                                                  | 2006-10-19 | Papp László Budapest Sportaréna    | Mihály Tamás              | Horváth Péter                                            |                                                         |
| Sose halunk meg                                                                               | 2006-12-16 | Szigligeti Színház                 | Dés László                | Nemes István                                             | Koltai Róbert Nógrádi Gábor                             |
| Abigél                                                                                        | 2008-03-27 | a Budapesti Operettszínház épülete | Kocsák Tibor              | Miklós Tibor                                             | Somogyi Szilárd                                         |
| Szentivánéji álom                                                                             | 2008-07-25 | Dóm tér Szegedi Szabadtéri Játékok | Szakcsi Lakatos Béla      | Müller Péter Sziámi                                      | Kerényi Miklós Gábor                                    |
| Szép nyári nap                                                                                | 2009-07-15 | a Budapesti Operettszínház épülete | Jakab György              | S. Nagy István                                           | Böhm György Korcsmáros György                           |
| Csoportterápia                                                                                | 2011-06-09 | Madách Színház                     | Bolba Tamás               | Szente Vajk Galambos Attila                              | Szente Vajk Galambos Attila                             |
| Monte Cristo grófja                                                                           | 2011-10-07 | Békéscsabai Jókai Színház          | Szomor György             | Szomor György                                            | Pozsgai Zsolt                                           |
| Én, József Attila                                                                             | 2012-02-10 | Madách Színház                     | Vizy Márton               |                                                          |                                                         |
| Poligamy                                                                                      | 2013-10-26 | Madách Színház                     | Bolba Tamás               | Galambos Attila Szente Vajk                              | Galambos Attila Orosz Dénes Szente Vajk Szirtes Tamás   |
| Koldus és királyfi                                                                            | 2013-12-22 | Vörösmarty Színház                 | Döme Zsolt                | Szurdi Miklós                                            | Szurdi Miklós                                           |
| A Játékkészítő                                                                                | 2014-12-27 | Tüskecsarnok                       | Rakonczai Viktor          | Orbán Tamás                                              | Divinyi Réka                                            |
| Meseautó                                                                                      | 2016-07-29 | Nagyerdei Szabadtéri Színpad       | Bolba Tamás               | Szente Vajk Galambos Attila                              | Szente Vajk Galambos Attila                             |
| A Pál utcai fiúk                                                                              | 2016-11-05 | Vígszínház                         | Dés László                | Geszti Péter                                             | Grecsó Krisztián                                        |
| SunCity                                                                                       | 2017-11-17 | Pesti Magyar Színház               | Johnny K. Palmer          | Szente Vajk                                              |                                                         |
| A beszélő köntös                                                                              | 2018-10-05 | Kecskeméti Katona József Színház   | Juhász Levente            | Galambos Attila Szente Vajk                              | Galambos Attila Szente Vajk                             |
| A Pendragon-legenda                                                                           | 2019-05-11 | Kálmán Imre Teátrum                | Kovács Adrián             | Galambos Attila                                          | Galambos Attila                                         |
| A nagy Gatsby                                                                                 | 2019-09-07 | Vígszínház                         | Kovács Adrián             | Vecsei H. Miklós Vidnyánszky Attila                      | Vecsei H. Miklós                                        |
| Puskás, a musical                                                                             | 2020-08-20 | Erkel Színház                      | Juhász Levente            | Galambos Attila Szente Vajk                              | Galambos Attila Szente Vajk                             |
| Sándor Mátyás                                                                                 | 2020-09-25 | Bartók Kamaraszínház Dunaújváros   | Szemenyei János           | Závada Péter                                             | Mikó Csaba                                              |
| Szerelmek városa                                                                              | 2021-09-04 | Vígszínház                         | Kovács Adrián             | Vecsei H. Miklós Vidnyánszky Attila                      | Vecsei H. Miklós Vidnyánszky Attila                     |
| Veszedelmes viszonyok                                                                         | 2022-01-28 | Kálmán Imre Teátrum                | Kovács Adrián             | Müller Péter Sziámi                                      | Kiss Csaba                                              |
| A tizenötödik                                                                                 | 2022-04-22 | Madách Színház                     | Derzsi György             | Meskó Zsolt                                              |                                                         |
| Lévi Story!                                                                                   | 2022-07-15 | Siófoki Szabadtéri Színpad         | Jávori Ferenc             | Müller Péter Sziámi                                      |                                                         |
| Pinokkió                                                                                      | 2023-12-09 | Vígszínház                         | Presser Gábor             | Sztevanovity Dusán Presser Gábor                         | Kovács Krisztina                                        |